# Сидоров, Георгий Маркелович
Георгий Маркелович Сидоров — советский и российский инженер, учёный и изобретатель в области нефтепереработки и нефтехимии. Доктор технических наук, профессор Уфимского государственного нефтяного технического университета. Кавалер Ордена Салавата Юлаева. Заслуженный изобретатель Республики Башкортостан. Лауреат премии Правительства Российской Федерации в области науки и техники, Лауреат Государственной премии Республики Башкортостан в области науки и техники, Лауреат Государственной премии Республика Татарстан в области науки и техники,
Лауреат премии ПАО Газпром а области науки и техники (2022г.), Лауреат Общенациональной премии Христофора Леденцова (2021г.).
Научные разработки широко внедрены на предприятиях нефтедобычи и нефтепереработки России и ближнего зарубежья.Реализованные на практике изобретения и научные разработки имеют высокую научно-техническую значимость для нефтяной промышленности и науки.

## Биография
Георгий Маркелович Сидоров родился 21 января 1961, д. Таштамак, Аургазинский район, БАССР, РСФСР).
Отец, Сидоров Маркел Федорович (1929 г.р.) - «Заслуженный механизатор сельского хозяйства БАССР» (1985 г.), Кавалер орденов Ленина (1979г.) и Октябрьской революции (1971). Награждён медалями: " За доблестный труд в Великой Отечественной войне 1941 - 1945 г.г. "; " За освоение целинных земель" (1957г.); "За доблестный труд в ознаменование 100-летия со дня рождения Владимира Ильича Ленина" (1970г.); Знаком "Победитель социологического соревнования" (1973-1976 гг.); " Ударник девятой пятилетки" (1975г.); юбилейными медалями "30, 40, 50, 60, 65 и 70 лет победы в Великой Отечественной войне 1941-1945 гг.".
Мать, Сидорова Вера Егоровна (1935 г.р.). Работала колхозницей. Награждена медалями: "Медаль материнства" 2 степени (1966г.); "Медаль материнства" 1 степени (1973г.);"Ветеран труда"; знаком "Победитель социологического соревнования 1976 года" (1977г.);
- 1980: окончил с отличием Стерлитамакский химико-технологический техникум по специальности «Оборудование химических и нефтегазоперерабатывающих заводов» и поступил в Уфимский нефтяной институт;
- 1985: окончил с отличием Уфимский нефтяной институт и получил квалификацию инженер-механик по специальности «Машины и аппараты химических производств»;
- 1985—1988: работал на Уфимском заводе резинотехнических изделий: мастер смены, начальник участка нестандартного оборудования;
- 1988—2005: инженер, научный сотрудник, ведущий научный сотрудник кафедры «Процессы и аппараты химической технологии» УНИ/УГНТУ;
- в 1992 г. окончил очную аспирантуру, в 1998 г. - очную докторантуру
- 1993: защитил диссертацию на тему: «Разработка и внедрение энергосберегающей технологии фракционирования нефти», научный руководитель — д. т. н., профессор А. А. Кондратьев. Присвоена учёная степень «кандидат технических наук»;
- 1999: защитил диссертацию на тему: «Разработка и внедрение энергосберегающей технологии фракционирования нефтяных смесей с использованием сложных колонн с частично связанными потоками». Присвоена учёная степень «доктор технических наук»;
- 2005—2007: заместитель главного инженера по технологии и развитию ОАО «Каустик», г. Стерлитамак;
- 2008—2009: руководитель проекта Уфимского трансформаторного завода;
- 2009—2012: заместитель директора научно-инжинирингового центра «Каскад»;
- с 2012: профессор кафедры «Технология нефти и газа» Уфимского государственного нефтяного технического университета.

## Научные труды
Профессор Г. М. Сидоров — автор и соавтор более чем 250 научных трудов, в том числе 42 изобретения.

## Признание
- Академик Российской Академии Естествознания (2013г.)
- Академик Российской инженерной Академии (2016г.)
- Академик  Международной Академии технологических наук (2017г.)
- Заслуженный изобретатель Республики Башкортостан (2004г.)[1]
- Золотая медаль «Energy of progress» (Энергия прогресса) Американо - Российского Делового Союза (ARBU) (2012г.)
- Серебряный знак "Профессиональный инженер России"(2012г.);
- Серебряная медаль В.И.Вернадского Российской Академии Естествознания за успехи в развитии Отечественной науки (2012г.)
- Лауреат Всероссийского конкурса «Инженер года-2012» (2013г.)
- Орден «Labore et scientia» (Трудом и знанием) - высшая награда Российской Академии Естествознания и «Европейского научно-промышленного консорциума» (2013г.). http://rae.ru/ru/awards/labore.html
- Лауреат Государственной премии Республика Башкортостан в области науки и техники — за работу «Технология получения автомобильных бензинов с улучшенными экологическими характеристиками» (2013г.)[2].
- Золотая медаль «Европейское качество» (Gold medal "European Quality") Европейского научно-промышленного консорциума (2013г.). http://rae.ru/ru/awards/goldeu.html
- Знак «Почетный выпускник УГНТУ» (2014г.)
- Лауреат Премии Правительства РФ в области науки и техники — за разработку и промышленное освоение инновационной, энерго- и ресурсосберегающей технологии производства высокооктановых автомобильных бензинов с улучшенными экологическими свойствами (2015г.);[3]
- Лауреат премии имени К.Р.Тимергазина Академии наук Республики Башкортостан (2016г.).
- Лауреат премии имени академика И.М.Губкина (2016г.).
- Почетный золотой знак РИА (2016г.)
- Благодарность Президента Российской Федерации (2017г.)[4].
- Серебряный знак Уфимского государственного нефтяного технического университета (2017г.).
- Лауреат Государственной премии Республика Татарстан в области науки и техники (2019г.)
- Национальная технологическая премия «Петр Великий» (2019г.)
- Российский лидер качества (2019г.)
- Орден Салавата Юлаева (2021г.)
- Лауреат Общенациональной премии Христофора Леденцова (2021г.)
- Лауреат премии ПАО Газпром а области науки и техники (2022г.)